# Strelln
Strelln ist ein Ortsteil der Gemeinde Mockrehna im Landkreis Nordsachsen (Sachsen).

## Geografie
Strelln liegt östlich der Stadt Eilenburg und südwestlich des Hauptortes Mockrehna an den Kreisstraßen 8903 und 8907. Nördlich des Ortes verlaufen die Bundesstraße 87 und die Bahnstrecke Halle–Cottbus. Der nächste Bahnhof ist Doberschütz. Der Ort liegt in der Paschwitz-Mockrehnaer Niederung; südlich des Ortes beginnt das Wurzener Porphyrhügelland. Die höchste Erhebung in der Gemarkung ist der Strellnsche Berg mit 131 Metern Höhe über dem Meeresspiegel. Nördlich von Strelln befindet sich das Gebiet des Eilenburger Ratsforsts mit einem Munitionslager der Bundeswehr. Von den 888 Hektar Gesamtfläche sind 40 Hektar bewaldet. In der Flur von Strelln befindet sich zudem die Ortswüstung Rochlitz. Bei der Siedlungsform handelt es sich um ein Straßendorf mit Platzdorfteil.
In der Gemarkung Strelln sind Sandböden, Lehm und Tieflehm sowie zu einem geringeren Anteil Auenlehm und Auendecklehm vorzufinden.
Die durchschnittliche Jahresniederschlagsmenge beträgt 540 mm. Die Jahresdurchschnittstemperatur liegt zwischen acht und neun Grad Celsius.

## Geschichte
Strelln bestand bis 1999 als eigenständige Gemeinde, bis es sich mit Audenhain, Schöna, Wildenhain, Wildschütz und Mockrehna zur jetzigen Gemeinde Mockrehna zusammenschloss. Der größte Teil der jetzigen Bausubstanz stammt aus der Zeit von etwa 1890 bis 1940. Dabei handelt es sich zum großen Teil um Dreiseithöfe.

### Einwohnerentwicklung
| Jahr | Einwohner |
| ---- | --------- |
| 1818 | 240       |
| 1880 | 428       |
| 1895 | 433       |
| 1910 | 497       |
| 1925 | 514       |
| 1939 | 592       |

| Jahr | Einwohner |
| ---- | --------- |
| 1939 | 592       |
| 1946 | 817       |
| 1950 | 749       |
| 1964 | 613       |
| 1990 | 539       |
| 2010 | 452       |

| Jahr | Einwohner |
| ---- | --------- |
| 2021 | 410       |

Die Einwohnerzahl des Ortes lag Anfang des 19. Jahrhunderts bei 240. In den nachfolgenden Jahrzehnten gab es ein kontinuierliches Wachstum der Einwohnerzahl, das 1946 mit einer Zahl von 817 kulminierte. Dieser historische Höchststand ist auf den Zuzug von Flüchtlingen aus den ehemaligen deutschen Ostgebieten nach dem Zweiten Weltkrieg zurückzuführen. Zu Zeiten der DDR nahm die Einwohnerzahl wieder spürbar ab, so dass 1990 noch 539 Menschen im Dorf lebten. Nach der Wende setzte sich dieser Trend fort, bis 2010 verlor der Ort noch etwa 100 Einwohner.

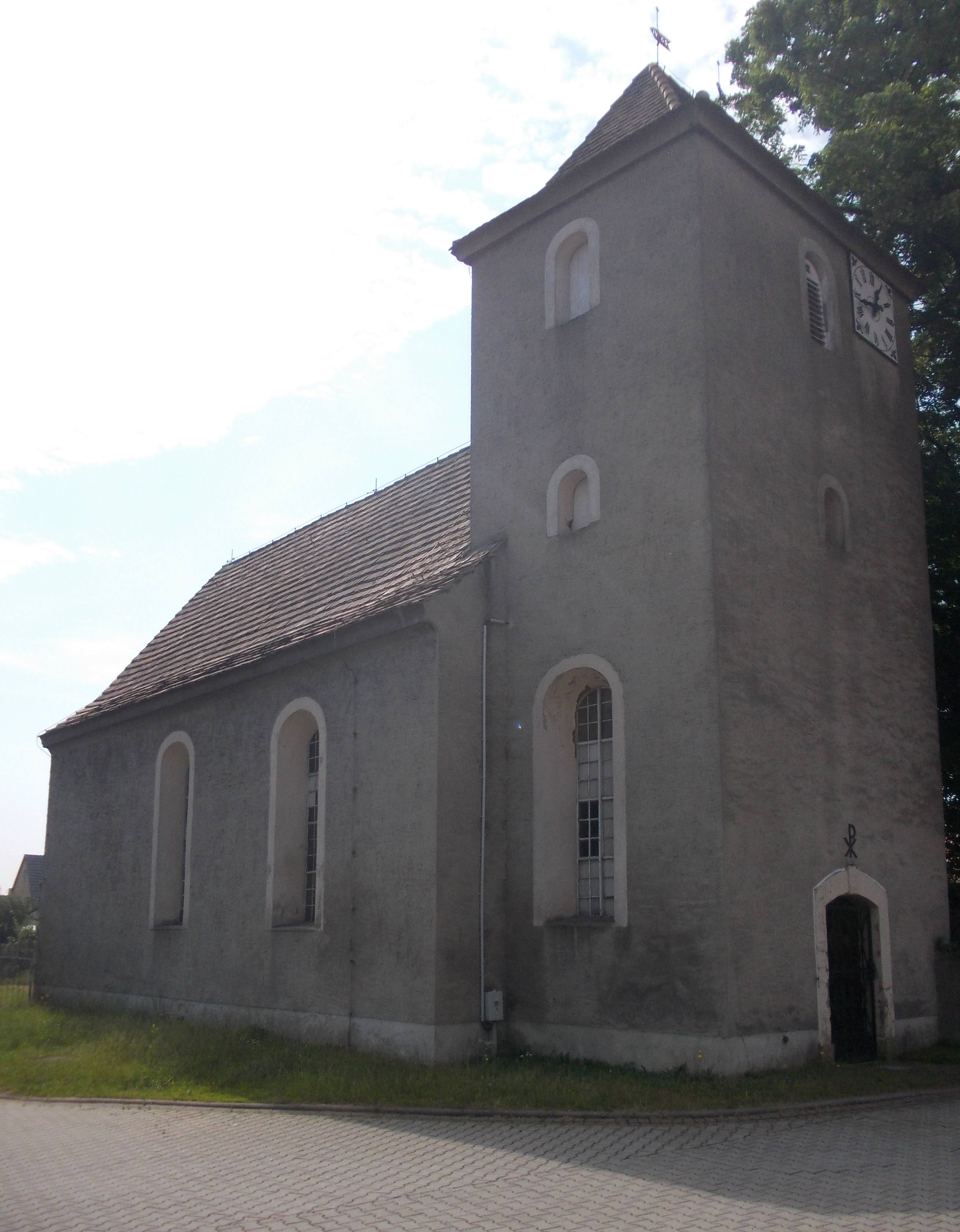
Dorfkirche

## Dorfkirche
Die barocke Dorfkirche aus dem 18. Jahrhundert befindet sich im nördlichen Teil des Dorfes am Ende einer Sackgasse. An selber Stelle wird ein Vorgängerbau aus dem 12. Jahrhundert vermutet. Die Kirche besteht aus dem Saal, an den sich in westlicher Richtung der Turm anschließt. Der gemauerte Altar aus der Erbauungszeit der Kirche verfügt über einen hölzernen Kanzelaufsatz mit Säulen, Kanzelkorb und Schalldeckel. Die Kirche verfügt über zwei Glocken, von denen eine aus spätgotischer Zeit stammt. An der Südseite der Kirche schließt sich der ehemalige Friedhof an.